# أليمان (آيوا)
أليمان (بالإنجليزية: Alleman, Iowa)‏ هي مدينة تقع في ولاية آيوا في الولايات المتحدة. تبلغ مساحة هذه المدينة 6.99 (كم²)، وترتفع عن سطح البحر 307 م، بلغ عدد سكانها 432 نسمة في عام 2012 حسب إحصاء مكتب تعداد الولايات المتحدة.

## التركيبة السكانية
قام مكتب تعداد الولايات المتحدة بتحديد بيانات التركيبة السكانية لأليمان في تعداد الولايات المتحدة. في ما يلي، التركيبة السكانية حسب تعدادي 2000 و2010.

### تعداد عام 2000
بلغ عدد سكان أليمان 439 نسمة بحسب تعداد عام 2000، وبلغ عدد الأسر 140 أسرة وعدد العائلات 132 عائلة مقيمة في المدينة.
وتوزع التركيب العرقي للمدينة بنسبة 99.32% من البيض و 0.23% من الأمريكيين ذوي الأصول الآسيوية و 0.46% من عرقين مختلطين أو أكثر.
بلغ عدد الأسر 140 أسرة كانت نسبة 47.9% منها لديها أطفال تحت سن الثامنة عشر تعيش معهم، وبلغت نسبة الأزواج القاطنين مع بعضهم البعض 86.4% من أصل المجموع الكلي للأسر، ونسبة 5.7% من الأسر كان لديها معيلات من الإناث دون وجود شريك، وكانت نسبة 5.7% من غير العائلات. تألفت نسبة 4.3% من أصل جميع الأسر من أفراد ونسبة 2.1% كانوا يعيش معهم شخص وحيد يبلغ من العمر 65 عاماً فما فوق. وبلغ متوسط حجم الأسرة المعيشية 3.23، أما متوسط حجم العائلات فبلغ 3.14.
بلغ العمر الوسطي للسكان 37 عاماً. وكانت نسبة 4.8% بين الثامنة عشر والأربعة وعشرون عاماً، ونسبة 31.4% كانت واقعةً في الفئة العمرية ما بين الخامسة والعشرون حتى والأربعة وأربعون عاماً، ونسبة 25.1% كانت ما بين الخامسة والأربعون حتى الرابعة والستون، ونسبة 7.1% كانت ضمن فئة الخامسة والستون عاماً فما فوق. يوجد لكل 100 أنثى 100.5 ذكر، ويوجد لكل 100 أنثى في الثامنة عشر من عمرها فما فوق 94.8 ذكر.
وكان متوسط دخل الذكور 45,000 دولار مقابل 31,719 دولار للإناث. وسجل دخل الفرد الخاص بالمدينة 20,970 دولار. وكانت نسبة 1.5% من العائلات ونسبة 1.6% من السكان تحت خط الفقر، وكان من هؤلاء نسبة 2.3% تحت سن الثامنة عشر ولا أحد منهم في الخامسة والستين من العمر وما فوق.

### تعداد عام 2010
بلغ عدد سكان أليمان 432 نسمة بحسب تعداد عام 2010، وبلغ عدد الأسر 151 أسرة وعدد العائلات 130 عائلة مقيمة في المدينة. في حين سجلت الكثافة السكانية 160.0 نسمة لكل ميل مربع (61.8/كم2). وبلغ عدد الوحدات السكنية 152 وحدة بمتوسط كثافة قدره 56.3 لكل ميل مربع (21.7/كم2).
وتوزع التركيب العرقي للمدينة بنسبة 98.4% من البيض و 0.2% من الأمريكيين ذوي الأصول الآسيوية و 1.4% من عرقين مختلطين أو أكثر.
بلغ عدد الأسر 151 أسرة كانت نسبة 37.7% منها لديها أطفال تحت سن الثامنة عشر تعيش معهم، وبلغت نسبة الأزواج القاطنين مع بعضهم البعض 74.2% من أصل المجموع الكلي للأسر، ونسبة 8.6% من الأسر كان لديها معيلات من الإناث دون وجود شريك، بينما كانت نسبة 3.3% من الأسر لديها معيلون من الذكور دون وجود شريكة وكانت نسبة 13.9% من غير العائلات. تألفت نسبة 11.3% من أصل جميع الأسر من أفراد ونسبة 2.7% كانوا يعيش معهم شخص وحيد يبلغ من العمر 65 عاماً فما فوق. وبلغ متوسط حجم الأسرة المعيشية 3.09، أما متوسط حجم العائلات فبلغ 2.86.
بلغ العمر الوسطي للسكان 41.3 عاماً. وكانت نسبة 28.5% من القاطنين تحت سن الثامنة عشر، وكانت نسبة 7% بين الثامنة عشر والأربعة وعشرون عاماً، ونسبة 21.3% كانت واقعةً في الفئة العمرية ما بين الخامسة والعشرون حتى والأربعة وأربعون عاماً، ونسبة 35.9% كانت ما بين الخامسة والأربعون حتى الرابعة والستون، ونسبة 7.4% كانت ضمن فئة الخامسة والستون عاماً فما فوق. وتوزع التركيب الجنسي للسكان بنسبة 50.5% ذكور و49.5% إناث.